# 三分野
《三分野》（英語：Here We Meet Again），2023年中国大陆都市輕喜甜野劇。由黃天仁執導，張彬彬、吳倩領銜主演，黃子恩、夏若妍、李依曉、張晞臨、劉瑋婷、趙恆、史卿妍、王錚睿、崔莉雅、孫羽凡等主演。改編自耳東兔子的同名小説，講述了兩位個性獨立，強大堅定的男女拼搏事業，攜手成長的勵志故事。2021年12月31日開機，2022年7月8日杀青。2023年5月22日在騰訊視頻播出。

## 演员表

### 領銜主演
| 演员                           | 角色   | 简介 |
| 張彬彬 少年：邊程              | 徐燕時 | 遊戲大神→維林技術部一組組長→上海凱盛技術部副總→東和集團總部首席技術官→航天研究院 武大男神兼學神、遊戲大神—宕（Down），卻在追夢的路上遭遇命運的無數打擊，直到在公司中遇到高中同學向園。高中時便對向園有好感，卻因為種種原因，到如今才能再續前緣。 |
| 吴倩 幼年：程子夏 少年：郝怡霖 | 向園   | 千金大小姐→遊戲博主→維林技術部二組組長→維林技術部部長→副總 粉絲500萬的遊戲博主—愛希爾斯（Ashers），同時也是東和集團的千金大小姐，為避掉相親的噩夢，曾跟爺爺打賭，而空降進入了西安（維林）小公司就職，成為技術組二組組長。並在一年內，讓維林科技公司市場銷售份額提升，誤打誤撞地與徐燕時成為同事關係。高中時，與其為同屆不同班的同學，當時喜歡徐燕時。 |

### 西安—維林科技公司
| 演员              | 角色   | 简介 |
| 張晞臨            | 李永標 | 總經理 |
| 李依曉            | 黎沁   | 副總經理→被撤職 處處刁難徐燕時及向園。 |
| 夏若妍 （臺灣）   | 陳書   | 銷售部部長 維林銷售部部長。陳書美麗大方，温婉可人，沉靜又善解人意，工作能力也十分出眾，是維林最年輕的部長。自從來到維林的第一天，陳書就以其漂亮的外表和春風化雨的温柔舉止穩坐“辦公室女神”的寶座，後被高冷有趣的個性吸引，兩人成為男女朋友。向園來到維林之後，她與向園因為志同道合，成了很好的閨蜜。 |
| 張晨光            | 楊衛平 | 技術部部長→調回總部 當向園堅持讓爺爺將李馳調出技術部時，由杨平山要求調回總部。 |
| 張彬彬 少年：邊程 | 徐燕時 | 技術部一組組長→離職 請参见#領銜主演 |
| 趙恆              | 施天佑 | 技術部一組組員 維林技術組職員。施天佑性格木訥、不善言談，是個不修邊幅的“典型”程序員。他有着不同於同齡人的惜命態度，熱衷於各種養生小妙招，因此成了其他人眼中的“娘炮”。雖然父親是總部研發中心副主任，但他從不依靠父親，而是希望向父親證明自己。                                                       |
| 王錚睿            | 尤智   | 技術部一組組員 維林技術組職員。尤智身材不高，長相圓潤，機智可愛，性格有些急躁，説話速度快，但善良大方，十分熱心。從外表很難看出他是個做技術的，尤智是維林公司裏的時尚達人，不但對時尚潮流了如指掌，還是個“球鞋控”。因為崇拜徐燕時，他常常模仿徐燕時的説話做事方式。                                 |
| 孫羽凡            | 張駿   | 技術部一組組員→技術部一組組長 雖然曾入獄服刑幾年，但其實性格極為老實，表達能力較差，說話些許結巴，在獄中遇上武術高手而跟著學了幾年，因而略懂武術 |
| 付嘉              | 李馳   | 技術部一組組員→後勤部組員→撤職 與同事關係較差。曾是富二代，但因受到父親生意失敗，反成為負二代，爾後須自己養活自己。因向園對技術部出勤規劃做出革新，因自身被針對，反認為向園故意如此，自此不時偷偷翻牆打小報告，最終發現自己遭到撤職是恩人黎沁所害，反過來提共證據給徐燕時讓向園去舉報黎沁           |
| 吴倩              | 向園   | 千金大小姐→遊戲博主→技術部二組組長→技術部部長→副總 請参见#領銜主演 |
| 黃子恩            | 高冷   | 技術部一組組員→技術部二組組員 維林技術組職員。高冷是一個陽光大男孩，性格率直開朗。他待人真誠，講義氣，對友情和愛情十分忠誠。高冷是徐燕時的崇拜者，因此一畢業就加入了西安維林。此外，他還是一個温柔暖男，做得一手好菜，常常用廚藝和貼心抓住女友陳書的心。                                            |
| 劉瑋婷            | 林卿卿 | 技術部一組組員→技術部二組組員→技術部二組副組長→離職 維林技術組職員。林卿卿個性文靜內斂，心思縝密，內心虛榮、貪婪，為達目的可以捨棄是非觀念。她外表看起來是個勤勤懇懇的職場打工人，樸實無奇。其實心思很重，很懂得為自己謀利益、做打算。後在向園的感召下，她找到了正確的職場價值觀。                  |
| 史卿妍            | 應茵茵 | 市場部見習生 關係戶，常常針對向園。 |

### 主要／其他演員
| 演员            | 角色     | 简介                                                                       |
| 李立羣 （臺灣） | 司徒明天 | 向園的爺爺，上海東和集團董事長。                                           |
| 杨雨橙          | 賴飛白   | 司徒明天的助理。                                                           |
| 徐樂同          | 向家冕   | 向園的哥哥。                                                               |
| 張令儀          | 江小滿   | 江氏企業千金，跟向家冕結婚。                                               |
| 崔莉雅          | 許鳶     | 向園的髮小與閨密。                                                         |
| 梁大維          | 路東     | 向園在西安住家大樓的鄰居，單親爸爸，死纏爛打追戀向園。                     |
| 李元元          | 陳珊     | 與徐燕時簽訂五年合同為維林工作，且與其關係不一般，多次使人誤會。           |
| 盧禹豪          | 徐成禮   | 徐燕時親手帶大的弟弟，家住上海。                                           |
| 周璞            | 林凯瑞   | 凱盛總經理，後成為徐燕時兄弟。                                             |
| 陳思宇          | 封俊     | 徐燕時的大學室友、向園的青梅竹馬。背叛徐燕時，使其放棄夢想被迫至維林上班。 |
| 侯瑞祥          | 王慶義   | 老慶，徐燕時的大學室友，同向園、徐燕時參加北斗+比賽。                      |
| 郝平            | 楊平山   | 東和集團副總裁，黎沁的情人。                                               |
| 杜凡昕之        | 鐘靈     | 向園和徐燕時共同的一位高中同學，喜歡徐燕時。                               |

## 收視成績
- 2023年5月22日 開播當天騰訊热度破22,000點。
- 2023年5月23日 騰訊热度破25,000點。
- 2023年5月30日 騰訊热度突破至28,000點，達到進入騰訊必看俱樂部之名額，亦成為2023年最快破28,000點熱度的劇集。

## 电视原声带
| 《三分野》影视原声专辑 | 《三分野》影视原声专辑               | 《三分野》影视原声专辑 | 《三分野》影视原声专辑 | 《三分野》影视原声专辑 |
| 曲序                   | 曲目                                 |                        | 作曲                   | 演唱                   |
| ---------------------- | ------------------------------------ | ---------------------- | ---------------------- | ---------------------- |
| 1.                     | 我的天空（片頭曲）                   | 明天                   | 陳雪燃                 | 陳雪燃                 |
| 2.                     | 每當和你在一起（雙數集片尾曲）       | 高興                   | 王晉楨                 | 張彬彬、吳倩           |
| 3.                     | 每當和你在一起（單數集片尾曲、插曲） | 高興                   | 王晉楨                 | 吉拉石林               |
| 4.                     | 心裏的流星（插曲）                   | 張贏                   | 羅錕                   | 周蕙                   |
| 5.                     | 心裏的流星（插曲）                   | 張贏                   | 羅錕                   | 石楊                   |
| 6.                     | 星落（插曲）                         | 張贏                   | 石楊                   | 陳楚生                 |
| 7.                     | 星落（插曲）                         | 張贏                   | 石楊                   | 郝國棟                 |
| 8.                     | 心動每一天（插曲）                   | 張贏                   | 石楊                   | 吉拉石林               |
| 9.                     | 想你的理由（插曲）                   | 張贏                   | 石楊                   | 石楊                   |
| 10.                    | Only U（插曲）                       | 張贏                   | 都智文                 | 都智文                 |
| 11.                    | 一直是你（插曲）                     | 張贏                   | 都智文                 | 都智文                 |
| 12.                    | 一直是你（插曲）                     | 張贏                   | 都智文                 | 王澤鵬                 |
| 13.                    | 即刻啓程（插曲）                     | 周仁                   | 陳雪燃                 | 曹楊                   |
| 14.                    | 即刻啓程（插曲）                     | 周仁                   | 陳雪燃                 | 陳雪燃                 |
| 15.                    | 一切都會好（插曲）                   | 明天                   | 陳雪燃                 | 陳雪燃                 |